# بنات اليوم (فلم)
بنات اليوم هو فيلم مصري تم إنتاجه عام 1957.

## فريق العمل
- التأليف والإخراج: هنري بركات
- بطولة:
  - عبد الحليم حافظ - "خالد"
  - ماجدة - "سلوى"
  - آمال فريد - "ليلى"
  - أحمد رمزي - "فتحي"
  - سراج منير
  - كريمان

## أغاني الفيلم
- ياقلبي ياخالي

تأليف حسين السيد ، ألحان محمد عبد الوهاب
- أهواك

تأليف حسين السيد ، ألحان محمد عبد الوهاب
- ظلموه

تأليف حسين السيد ، ألحان محمد عبد الوهاب
- عقبالك يوم ميلادك

تأليف حسين السيد ، ألحان محمد عبد الوهاب
- كنت فين

تأليف حسين السيد ، ألحان محمد عبد الوهاب

## روابط خارجية
- مقالات تستعمل روابط فنية بلا صلة مع ويكي بيانات